# Methanosaeta
A Methanosaeta a Methanosaetaceae családba tartozó Archaea nem. Az archeák – ősbaktériumok – egysejtű, sejtmag nélküli prokarióta szervezetek. A Methanosaeta fajok közül néhány a legaktívabb metanogének közé tartozik a vizes élőhelyeken, tehát nagy mennyiségű metánt termelnek. Ez a globális felmelegedés szempontjából hátrányos, mert a metán 20-szor nagyobb hővisszatartó mint a szén-dioxid. Ugyanakkor a metánt bioenergiaként lehet használni a fosszilis üzemanyagok helyett a szénkibocsátás csökkentéséhez. Képes a szén-dioxidot metánná redukálni; ehhez az elektronokat más mikroorganizmusoktól szerzi be.

### Tudományos folyóiratok
- (2014. szeptember 1.) „Bioreource Technology”. Elsevier 168 (Sp. Iss.), 59–63. o. DOI:10.1016/j.biortech.2014.03.161. PMID 24767792.
- Patel GB (1990). „Methanosaeta concilii gen. nov., sp. nov. ('Methanothrix concilii') and Methanosaeta thermoacetophila nom. rev., comb. nov”. Int. J. Syst. Bacteriol. 40, 79–82. o. DOI:10.1099/00207713-40-1-79.
- Buchanan, RE (1960). „Chemical terminology and microbiological nomenclature”. Int. Bull. Bacteriol. Nomencl. Taxon. 10, 16–22. o. DOI:10.1099/0096266X-10-1-16.

### Tudományos könyvek
- Boone DR.szerk.: DR Boone: Family II. Methanosaetaceae fam. nov., Bergey's Manual of Systematic Bacteriology Volume 1: The Archaea and the deeply branching and phototrophic Bacteria, 2nd, New York: Springer Verlag (2001. március 20.). ISBN 978-0-387-98771-2

### Tudományos adatbázisok
- Methanosaeta PubMed hivatkozásai
- Methanosaeta PubMed Central hivatkozásai
- Methanosaeta Google Scholar hivatkozásai